# Hormius crassivalvus
Hormius crassivalvus är en stekelart som beskrevs av Sergey A. Belokobylskij 1989. Hormius crassivalvus ingår i släktet Hormius och familjen bracksteklar. Inga underarter finns listade i Catalogue of Life.